# Configurazione MIDI Audio
Configurazione MIDI Audio è un'utility inclusa con il sistema operativo macOS per impostare l'input/output audio del computer e per gestire dispositivi MIDI.
È stata inizialmente introdotta con Mac OS X 10.5 Leopard come un modo semplificato di configurare i dispositivi MIDI.